# Vastmäki
Vastmäki är en kulle i Finland. Den ligger S:t Marie i Åbo stad och i landskapet Egentliga Finland, i den södra delen av landet, 150 km väster om huvudstaden Helsingfors. Toppen på Vastmäki är 20 meter över havet.
Terrängen runt Vastmäki är platt. Havet är nära Vastmäki västerut.  Närmaste större samhälle är Åbo, 7,0 km norr om Vastmäki. I omgivningarna runt Vastmäki växer i huvudsak barrskog.